# Vitalij Andrijovics Maszol
Vitalij Andrijovics Maszol (ukránul: Віталій Андрійович Масол; Olisivka, 1928. november 14. – Kijev, 2018. szeptember 21.) ukrán gépészmérnök, politikus, 1987–1990 között az Ukrán SZSZK, 1994–1995 között Ukrajna miniszterelnöke.

## Életútja, munkássága
1928. november 14-én született a Csernyihivi terület Olisivka nevű településén, tanári családban. 1951-ben gépészmérnökként végzett a Kijevi Műszaki Főiskolán. 1956-ban lett az SZKP tagja.
A bányászati berendezések gyártásával foglalkozó Novokramatorszki Nehézgépgyárban kezdett dolgozni, ahol a szakmai ranglétrát végigjárva főmérnök-helyettesi, majd 1963-ban igazgatói beosztásig jutott. 1971-ben a Kramatorszki Nehézgépgyár vezérigazgatójává nevezték ki.  Szakmai munkája során több műszaki újítás fűződik a nevéhez, és kandidátusi fokozatot is szerzett. 1972 szeptemberében az Ukrán SZSZK Állami Tervbizottságának (Derzsplan) elnökhelyettesévé, majd 1979. január 16-án az Ukrán SZSZK Minisztertanácsának elnökhelyettesévé, valamint az Állami Tervbizottság elnökévé nevezték ki. Tagja volt a csernobili atomkatasztrófa felszámolásának koordinálására létrehozott kormányzati bizottságnak.
1987. július 10-én kinevezték az Ukrán SZSZK Minisztertanácsának elnökévé. Maszol a szovjet rendszer utolsó éveiben, a gazdasági és politika válság  körülményei között volt a köztársaság miniszterelnöke, egészen 1990. október 23-ig, amikor az ukrán Legfelsőbb Tanács menesztette tisztségéből.
Felmentését követően az 1990-es parlamenti választásokon képviselővé választották. Parlamenti képviselőként költségvetési és pénzügyi, valamint gazdasági kérdésekkel foglalkozott.
Leonyid Kravcsuk elnök javaslatára az Ukrán Legfelsőbb Tanács 1994. június 16-án megválasztotta miniszterelnöknek. Második kormányfői periódusa 1995. márciusi lemondásáig tartott. Ezt követően visszavonult az aktív politizálástól.

## Díjak, elismerések
1966-ban és 1986-ban Lenin-rendet kapott, ezen kívül a szovjet rendszer több magas kitüntetésének is birtokosa. 1998-ban megkapta a legmagasabb ukrán állami kitüntetés, a Bölcs Jaroszlav-érdemrend V. fokozatát is.